# Šubić
| Šubić                                                         | Šubić             |
| ------------------------------------------------------------- | ----------------- |
| Originalsiegel eines Angehörigen der Familie Šubić von Bribir |                   |
| Staat                                                         | Kroatien          |
| Stammhaus                                                     | Šubić             |
| Titel                                                         | Gespane, Fürsten  |
| Ernennungen                                                   | Bane von Kroatien |
| Gründer                                                       | Budec             |
| Aktuelles Oberhaupt                                           | ausgestorben      |
| Gründungsjahr                                                 | 1066              |
| Aussterbensjahr (Hauptzweig)                                  | 1456              |
| Ethnizität                                                    | Kroatisch         |
|                                                               |                   |

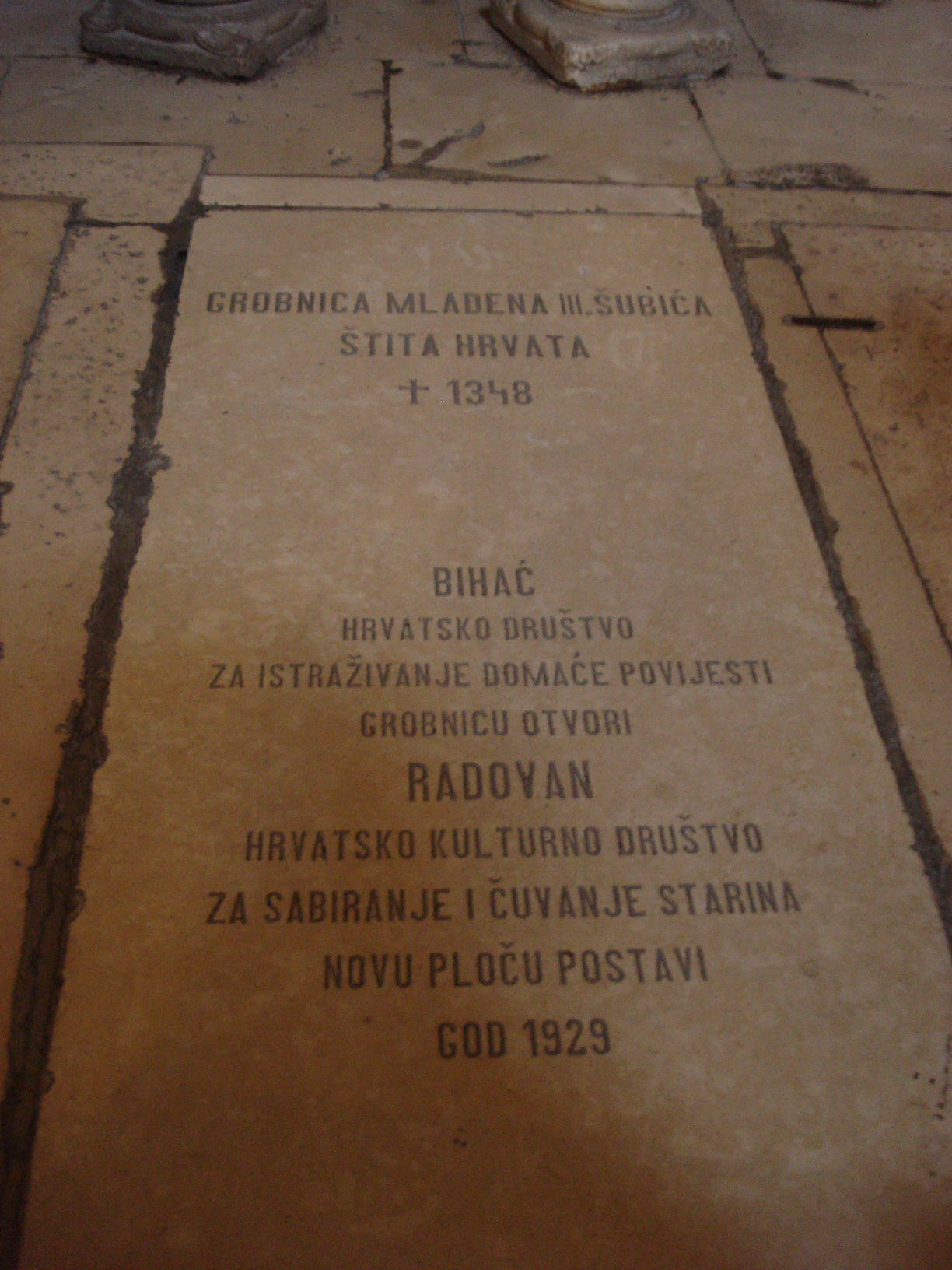
Grabstein von Mladen III. Šubić von Bribir in der Kathedrale von Trogir

Šubić (verdeutscht Schubitsch) war ein einflussreiches kroatisches Adelsgeschlecht, dem einige Gespane und Bane von Kroatien entstammten. Es wurde im Jahr 1066 vom Stammvater Budec begründet. Die Stammlinie erlosch 1456, aber eine Nebenlinie namens Zrinski wurde im 16. und 17. Jahrhundert sehr einflussreich.

## Geschichte
Die Šubić waren ein Volksstamm, der ursprünglich aus den Regionen Ravni kotari und Bukovica im dalmatinischen Hinterland stammt, und dessen Stammesführer, bekannt als nobiles, comites oder principes Breberienses (Fürsten von Bribir, kroatisch Knezovi Bribirski, in einigen Quellen Subich de Berberio), eine hervorragende Rolle in der Geschichte Kroatiens spielten.
Der ursprüngliche Sitz des Adelsgeschlechts war Bribir, heute ein Dorf in der Gespanschaft Šibenik-Knin, in der Nähe der Stadt Skradin, das in den antiken illyrischen Zeiten gegründet wurde, und sich als Varvaria, ein römisches Municipium, entwickelte. Die Kroaten besiedelten die Ruinen des Municipiums im 7. Jahrhundert und nannten sie Bribir.
Die älteste bekannte Mitglieder des Adelsgeschlechts waren Gespane (kroatisch župan, lateinisch iupanus) von der damaligen Gespanschaft Bribir im 11. Jahrhundert, während der Zeit des kroatischen Königs Petar Krešimir IV. (1058–1074).
Als das Pacta conventa Abkommen, das die Beziehungen des kroatischen Adels zum ungarischen König regelte, 1102 geschlossen wurde, war Mrmonja Šubić auch dabei. Er war Vertreter seines Geschlechts bzw. Stammes, einer der zwölf kroatischen Stämme, die das Privilegium hatten, einen König zu wählen.
Ihren Höhepunkt erreichte das Adelsgeschlecht im 13. und 14. Jahrhundert, als dessen Mitglieder die bedeutendsten und mächtigsten kroatischen Adligen waren und den Titel Bane (Vizekönige) von Kroatien trugen. Auf dem Hochplateau Bribirska glavica, einem idealen Platz, von dem man die Kontrolle über das umliegende Gebiet haben konnte, bauten sie ihren Palast, das einzigartige Zentrum des damaligen kroatischen Staates.
Als mächtigste und einflussreichste Person in der Geschichte der Šubić überhaupt zeichnete sich Paul I. aus. Er war Ban von Kroatien (1273–1312) und Herr von Bosnien und Zahumlje (1299–1312). Seinem Sohn Mladen II. gelang es, die Herrschaft seiner Familie bis 1322 im gleichen Umfang zu behalten, aber seitdem verlor das Adelsgeschlecht an Macht und Vermögen immer wieder. Der letzte Fürst von Bribir, Jakob II., der Mitglied einer Nebenlinie des Adelsgeschlechts war und als Vizeban von Kroatien diente, starb 1456.
Im Laufe der Jahrhunderte übten die Mitglieder des Adelsgeschlechts (außer Bane von Kroatien) viele militärische, kirchliche und staatliche Funktionen aus; sie waren Vizebane, Gespane, Stadtoberhäupte (in der dalmatinischen Küstenstädte), Kammerherren bei den kroatischen Königen, Bischöfe, die berühmten Feldherren usw. Sie besaßen viele große Grundbesitze (Herrschaften), Städte, Schlösser, Gutshöfe und Paläste im gesamten damaligen südlichen Kroatien.
Ein Zweig des Adelsgeschlecht namens Zrinski schaffte es im 16. und 17. Jahrhundert den Glanz und Gloria zu erreichen.
→ Hauptartikel: Zrinski (Adelsgeschlecht)

## Bedeutendste Angehörige

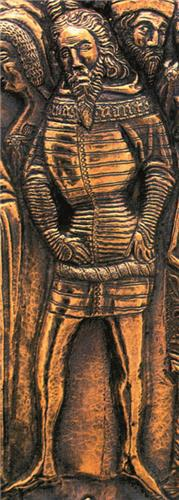
Darstellung Pauls I. Šubić von Bribir (14. Jhd.)

- Paul I. (1245–1312), Ban von Kroatien (1273–1312) und Herr von Bosnien und Zahumlje (1299–1312)
- Mladen I. († 1304), Pauls Bruder, Ban von Bosnien (1299–1304)
- Mladen II. (* um 1270; † 1343), Pauls ältester Sohn, Ban von Kroatien (1312–1322) und Ban von Bosnien (1304–1322)
- Georg II. (* um 1275; † 1330), Pauls Sohn, Fürst von Split (1300–1330)
- Mladen III. (* um 1315; † 1348), Georgs Sohn, Fürst von Klis (1330–1348)
- Helena (* um 1306; † 1378), Georgs Tochter, Fürstin, Mutter des bosnischen Königs Tvrtko I.
- Jakob II. († 1456), Ur-Urneffe von Mladen III., Vizeban von Kroatien (1411)